# Half-Life: Blue Shift
Half-Life: Blue Shift is de tweede uitbreiding op het FPS-computerspel Half-Life, ontwikkeld door Gearbox Software en uitgebracht op 12 juni 2001. Blue Shift is een standalone uitbreiding, wat wil zeggen dat het originele spel niet vereist is om Blue Shift te kunnen spelen. Net als de andere uitbreidingen van Gearbox, Half-Life: Opposing Force en Half-Life: Decay, speelt Blue Shift zich af gedurende de gebeurtenissen van Half-Life, maar dan gezien vanuit het perspectief van een ander personage: de onopvallende beveiligingsmedewerker van de Black Mesa Research Facility Barney Calhoun. Als Barney moet de speler zien te ontkomen aan de invasie van buitenaardse wezens die veroorzaakt wordt door de resonantiecascade, alsmede de militaire cover-up-operatie.
Blue Shift is sinds augustus 2005 nu beschikbaar via Steam, en iedereen met toegang tot de back catalog kan Blue Shift gratis downloaden.

## Overzicht
Bij de installatie van Blue Shift kan gekozen worden voor het installeren van de "Half-Life High Definition Pack". Dit pakket bevat meer gedetailleerde modellen van de personages, wapens en items waarbij het aantal polygonen gemiddeld vertienvoudigd is ten opzichte van de originele modellen uit 1998. De V.S. editie van Blue Shift bevat een volledige, stand-alone versie van Half-Life: Opposing Force, maar de internationale editie bevat het multiplayer-only Opposing Force CTF.
Blue Shift als deel van de portering van Half-Life naar de Sega Dreamcast. Omdat Sega besloot de stekker uit de Dreamcast te trekken werd dit product geannuleerd (hoewel er een versie naar het internet is gelekt met zowel Half-Life als Blue Shift volledig speelbaar). Gearbox heeft er vervolgens een stand-alone product van gemaakt voor de pc.
Hoewel fans van de Half-Life serie niet konden wachten om meer van hun zo geliefde spel te spelen, klaagden velen dat Blue Shift niet voldeed aan de hoge standaard die door Opposing Force was gezet. Het spel biedt een paar nieuwe levels met nieuwe, onbekende gedeeltes van Black Mesa in een relatief korte verhaallijn, maar geen nieuwe wapens of vijanden zoals Opposing Force. Afgezien van het High Definition Pack" was de enige toevoeging een personage met de naam Dr. Rosenberg, een Black Mesa wetenschapper die zijn eigen unieke personage heeft en een aanzienlijke rol in het verhaal speelt. De reviews van Blue Shift waren matig ten opzichte van andere delen uit de serie.
Op 4 augustus 2005 werd Blue Shift beschikbaar gesteld via het Steam platform. Iedereen die een oude versie van Half-Life of de Half-Life 2 silver of gold editie heeft kan het gratis downloaden.
De Steam versie, echter, heeft een aantal gebreken, hoofdzakelijk vanwege het feit dat de GoldSrc engine die het spel gebruikt is aangepast waardoor Blue Shift levels niet correct worden geladen. Hier komt bij dat de Steam-versie de eerste patch die voor Blue Shift is uitgekomen niet gebruikt. Ook heeft de Steam-versie enkele nieuwe bugs geïntroduceerd zoals het feit dat de GUI in deze versie in het standaard oranje wordt weergegeven en niet in het Blue Shift blauw. Een mod gemaakt door derden, Blue Shift Unlocked verhelpt deze problemen.

## Verhaal
Barney Calhoun, een beveiligingsmedewerker in Black Mesa, is verantwoordelijk voor de bewaking van apparatuur en materialen en de veiligheid van het personeel in een ondergronds deel van het complex. Tijdens de resonantiecascade komt Calhoun met twee wetenschappers vast te zitten in een lift. Hij wordt wakker op de bodem van de liftschacht en moet zich dan al vechtend een weg naar de buitenwereld banen. Calhoun redt een aantal wetenschappers die opgesloten zitten in spoorwagons in de classification yards van Black Mesa. Een van de wetenschappers, Dr. Rosenberg (die ook in Half-Life: Decay voorkomt), informeert Calhoun dat het hele complex is omsingeld door mariniers van de Hazardous Environment Combat Unit die gestuurd zijn om al het Black Mesa personeel uit te schakelen om zo de gebeurtenissen die binnen Black Mesa hebben plaatsgevonden geheim te houden. Rosenberg legt uit dat de enige manier om te ontsnappen is om een oud prototype van een teleporter uit het Lambda Complex te gebruiken. Als het werkt kunnen ze uitgang uit Black Mesa bereiken die de mariniers (hopelijk) over het hoofd hebben gezien.
De rest van het spel speelt zich af in een verlaten, afgesloten sector van de basis die oorspronkelijk werd gebouwd voor het onderzoek naar de eerste teleporter. Calhoun, Rosenberg en twee andere wetenschappers (Walter Bennet en Simmons) proberen de teleporter aan de praat te krijgen. Calhoun wordt kort naar een geruïneerd onderzoekskamp op Xen geteleporteerd om een triangulation device te bedienen. Wanneer hij terugkomt moet hij mariniers en aliens op afstand houden terwijl de drie wetenschappers naar buiten teleporteren. Calhoun ondervindt een klein probleem bij het teleporteren; hij wordt door drie verschillende locaties binnen Black Mesa geteleporteerd. Uiteindelijk komt hij veilig bij de uitgang van Black Mesa waar hij en de drie wetenschappers in een Black Mesa bedrijfswagen weten te ontkomen.
Op verschillende punten in Blue Shift komt Calhoun bijna de hoofdrolspeler uit Half-Life, Gordon Freeman tegen. Calhoun zit vast buiten de deur van Area 3 Security Facilities en ziet Freeman voorbijkomen op de tram richting Sector C. Door vanuit de bewakingsruimte de surveillancecamera's te gebruiken ziet Calhoun Freeman ook richting de H.E.V. Storage Area lopen. En tijdens het laatste gedeelte van Blue Shift ziet Calhoun Freeman door H.E.C.U. mariniers naar de afvalverwerker gesleept.
Blue Shift is het kortste spel in de Half-Life serie (met uitzondering van Half-Life 2 Episode One) dat zich direct na de resonantiecascade afspeelt. De speler ziet de gevolgen van de resonantiecascade en de paniek van het overige Black Mesa personeel terwijl zij wanhopig het complex op iedere mogelijke manier proberen te ontvluchten. Blue Shift is ook het enige deel uit de Half-Life serie met een happy ending. Op het einde van Half-Life wordt Gordon Freeman geronseld door de mysterieuze G-Man en Adrian Shepard uit Half-Life: Opposing Force wacht eenzelfde lot. In Blue Shift, echter, ontsnappen Barney en de drie wetenschappers uit Black Mesa en aan de G-Man, die te kennen geeft dat zij niet belangrijk genoeg zijn om tegen te houden of uit te schakelen.

## Platforms
- Linux (1 augustus 2013)
- OS X (1 augustus 2013)
- Windows (12 juni 2001)

## Trivia
- De naam van Blue Shift is een referentie naar het natuurkundige verschijnsel blauwverschuiving, dat in het Engels zo heet.